# Дорошенко Олена Миколаївна
Дорошенко Олена Миколаївна (народилася 11 лютого 1973 року) — професор, доктор медичних наук, Директор Інституту стоматології Національної медичної академії післядипломної освіти ім. П. Л. Шупика.

## Біографічні відомості
Народилася 11 лютого 1973 року в м. Києві. Закінчила середню школу в 1990 році в м. Києві. Закінчила стоматологічний факультет Українського державного медичного інституту ім. акад. О. О. Богомольця у 1995 році з відзнакою. Після закінчення інституту з 1995 по 1997 навчалася в магістратурі в Київській медичній академії післядипломної освіти ім. П. Л. Шупика за спеціальністю ортопедична стоматологія. З 1997 по 2000 навчалася в аспірантурі на кафедрі ортопедичної стоматології Київської медичної академії післядипломної освіти ім. П. Л. Шупика. З 2000 по 2005 рік працювала на посаді асистента, з 2007 по 2014 — доцента, з 2014 по 2016 — професора кафедри ортопедичної стоматології НМАПО імені П. Л. Шупика. У 2016 році обрана на посаду директора Інституту стоматології НМАПО імені П. Л. Шупика.

### Освіта
Закінчила стоматологічний факультет Українського державного медичного інституту ім. акад. О. О. Богомольця у 1995 році з відзнакою.

### Захист дисертаційних робіт
У 1999 році захистила кандидатську дисертацію — «Особливості комплексного лікування генералізованого пародонтиту у хворих на цукровий діабет» (науковий керівник проф. Онищенко Валерій Степанович), а в 2012 році — докторську дисертацію — «Ефективність профілактики та медикаментозної корекції патологічних змін тканин протезного ложа і поля в період адаптації до знімних протезів (експериментально-клінічне дослідження)» (науковий консультант проф. Павленко О. В.). У 2007 році отримала атестат доцента, а в 2015 році — атестат професора кафедри ортопедичної стоматології.

### Лікувальна і наукова діяльність
Є автором понад 100 наукових праць.

## Патенти
1. Спосіб консервативного лікування виразково-некротичних уражень слизової оболонки порожнини рота. Деклараційний патент на винахід № 2003010342 від 17.11.2003 р.
2. Спосіб консервативного лікування генералізованого пародонтиту у хворих на цукровий діабет. Патент на винахід № 2000053053 від 16.02.2001 р.
3. Знімна шина-протез Кочкіної. Патент на корисну модель № 40821 від 27.04.09р.
4. Спосіб лікування травматичних та запально-деструктивних уражень слизової оболонки порожнини рота в період адаптації до знімних протезів. Патент на корисну модель № 46369 від 25.12.2009 р.
5. Адгезивно-адаптаційний засіб для знімних зубних протезів — гель «Комфорт». Патент на корисну модель № 58215, МПК А61С 13/23
6. Засіб для фіксації повних знімних зубних протезів. Патент на винахід № 98569, Україна, МПК А61С 13/23, А61К 6/00, заявл.21.03.2011; опубл.25.02.2012, Бюл. № 10.

## Перелік ключових публікацій
1. Електроміографічна оцінка функціональної активності жувальних м'язів у пацієнтів з ортопедичними конструкціями з опорою на імплантати / Современная стоматология. — 2012. — № 3 (62). — С. 131—134.
2. Оцінка клінічної ефективності застосування лікувально-профілактичних заходів під час адаптації до знімних зубних протезів, виготовлених із різних конструкційних матеріалів / Збірник наукових праць співробітників НМАПО імені П. Л. Шупика. — Випуск 22, Книга 2. — Київ, 2013. — С. 444—449.
3. Вплив метилового ефіру метакрилової кислоти на резистентність капілярів слизової оболонки порожнини рота щурів / Фармакологія та лікарська токсикологія. — 2013. — № 3 (34). — С. 98-99.
4. Вивчення стану мозкового кровообігу у осіб, які користуються знімними зубними протезами / Медицина сьогодні і завтра. — № 2 (59), 2013. — С. 109—111
5. Стоматологічні аспекти у діяльності сімейних лікарів / Вісник соціальної гігієни та організації охорони здоров'я. — № 1 (59), 2014. — С.74-78
6. Дослідження вмісту цитокінів у ротовій рідині пацієнтів під час ортопедичного лікування знімними зубними протезами / Збірник наукових праць співробітників НМАПО ім. ПЛ Шупика.24/2015 — С. 501—505.
7. Сучасні стратегії міждисциплінарного запобігання інфекційного ендокардиту: стоматологічні аспекти / Новини стоматології. — № 2 (79), 2014. — С. 30-34
8. Експериментальне визначення показників гемолітичної активності полімерів, які використовуються для виготовлення знімних зубних протезів / Сучасні проблеми токсикології, харчової та хімічної безпеки. — № 3 (62), 2015.
9. Проблема перевірки якості підготовки фахівців, які навчаються на кафедрі ортопедичної стоматології / Современная стоматология. -№ 2(76).- 2015. — С. 76-78.
10. Особливості морфологічних змін термічного ураження слизової оболонки порожнини рота щурів при застосуванні гелю на основі декспантенолу та мірамістину / Вісник наукових досліджень. 2016. № 2. — С. 91 — 93.
11. Дослідження функціонального стану жувальних м'язів у пацієнтів різних вікових груп із сагітальними аномаліями прикусу / Зб. наук. праць співробіт. НМАПО імені П. Л. Шупика 24/2015. — С. 58-64.
12. Оцінка стану клітинної ланки імунітету у дорослих осіб із катаральним гінгівітом, локалізованим пародонтитом початкового та І ступеня, асоційованими із персистуючою герпесвірусною інфекцією / Запорожский медицинский журнал. 2015. — № 2 (89. — С. 86-88.
13. Особливості стану місцевого імунітету у пацієнтів із герпесвірусною інфекцією / Зб. наук. праць співробіт. НМАПО імені П. Л. Шупика 25/2016. — С. 453—457.